# Transports en Serbie

Les transports en Serbie reposent sur différents modes de transport :  ferroviaire, routier, fluvial et aérien. Le principal carrefour est la capitale du pays, Belgrade.

Carte routière de Serbie

La république de Serbie est la voie de passage entre l'Europe et l'Asie Mineure, pour transiter entre l'Europe et l'Asie. Le couloir de la Morava a été utilisé par les Doriens et les Ioniens pour atteindre la Grèce, par les Celtes, les Slaves, les Serbes et dans le sens inverse par les Ottomans.
La Serbie est traversée par deux axes routiers d'importance européenne, le Corridor X et le Corridor VII qui relient tous les deux les réseaux routiers de l'Europe et d'Asie.

## Transports ferroviaires
Le transport ferroviaire en Serbie est constitué d'un réseau ferroviaire à écartement normal, 1 435 mm, d'une longueur de 4 093 km dont 1 279 électrifiés.